# Pirates (roman)
Pour les articles homonymes, voir Pirate (homonymie).

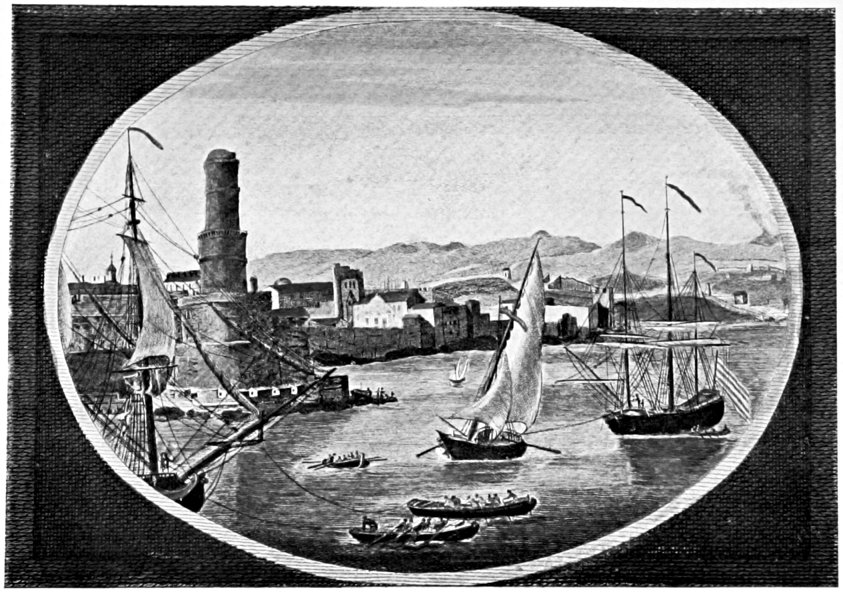
Port Royal.

Pirates (titre original : Pirates Latitudes) est un roman d'aventures écrit par Michael Crichton et publié à titre posthume en anglais en 2009 chez Harper Collins.
La traduction française est publiée en France chez Robert Laffont en 2010.

## Résumé
En 1665, le capitaine Charles Hunter est engagé comme corsaire par le gouverneur de la Jamaïque, Sir James Almont, pour mener une expédition sur l'île-forteresse de Matanceros. C'est là qu'un galion, censé contenir des trésors indicibles, attend d'être protégé pour voyager en toute sécurité à travers l'Atlantique, de retour en Espagne. Almont est enthousiasmé par la possibilité d'une récompense dans cette entreprise, bien que son secrétaire, M. Robert Hacklett, soit moins qu'enthousiaste et traite Hunter de pirate.
Hunter rassemble son équipage à Port Royal, en Jamaïque, et met les voiles pour capturer le navire dans son propre port. Quelques jours après le début du voyage, leur navire, le Cassandra, est capturé par un navire de guerre espagnol commandé par nul autre que Cazalla, l'Espagnol qui commande Matanceros. Après une évasion audacieuse de leur cellule, Hunter et son équipage remontent à bord de leur navire et continuent leur chemin avant que Cazalla ne puisse riposter.
À leur arrivée à Matanceros, Hunter, Œil noir, Lazue, Sanson et le Maure se dirigent tous derrière la forteresse. Rencontrant de hautes falaises, un feuillage rugueux de la jungle et des animaux mortels, l'équipage vient voir que Cazalla a accosté sous le soupçon que Hunter est toujours en route vers l'île. Les corsaires parviennent à contourner le village et les soldats qui l'occupent assez longtemps pour tendre leurs pièges. Après un court duel entre Hunter et Cazalla, les pièges sont déclenchés et une coupure à la gorge tue Cazalla. Le Cassandra apparaît et l'équipage emmène son capitaine, ses compagnons de bord et le galion en mer.
Après quelques jours, le trésor à l'intérieur du galion, El Trinidad, est comptabilisé, mais Hunter refuse de partager le trésor entre les deux navires, ne faisant pas confiance à Sanson. Peu de temps après, Hunter découvre qu'il est poursuivi par le navire de guerre commandé par Bosquet, le second commandant de Cazalla. Hunter est poursuivi à Monkey Bay, où il échappe de peu à la capture à l'aide de la vue perçante de Lazue. L'éclat du soleil sur l'océan rend le navire de guerre incapable de suivre. Ici, Hunter attend quelques jours, jusqu'à ce que l'équipage repère un ouragan imminent. Maintenant, ils partagent le trésor entre les deux navires, au cas où l'un coulerait dans la tempête et que tout serait perdu. Aidé par Don Diego, ils arment leurs canons et visent seulement deux coups défensifs. À leur départ, cependant, le navire de guerre a disparu.
Tout en célébrant leur évasion surprise, ils voient – à quelques milles au large – le navire de guerre s'approcher rapidement de leur poupe. Avec Hunter à bord, El Trinidad subit d'énormes dégâts dus aux tirs de canon. Les canons visés tirent sur le navire de guerre, l'endommageant simplement du premier coup et semblant rater complètement le second. Cependant, après un moment d'inactivité, Hunter se rend compte que le deuxième coup a en fait porté un coup dévastateur, et le navire attaquant explose et coule rapidement. Quelques instants plus tard, il y a peu de preuves du navire de guerre.
La victoire échappe aux deux navires, cependant, alors que la pluie et la tempête commencent. L'El Trinidad et le Cassandra, barré par Sanson, sont séparés par des vents violents et de forts courants. Une fois la tempête passée, Hunter trouve El Trinidad échoué sur une île étrange. Quelques heures plus tard, ils voient que l'île est habitée par des indigènes cannibales, qui ont failli capturer la nièce du gouverneur Almont. Sur le chemin du retour vers Port Royal, l'équipage subit un autre malheur lorsqu'un Kraken attaque leur navire. Après que la bête en ait tué beaucoup et endommagé le navire, Hunter parvient à le blesser mortellement. Leur chemin vers Port Royal est enfin clair.
À l'arrivée de l'équipage, un courrier les informe qu'Almont est gravement malade et que Hacklett a pris ses fonctions de gouverneur. Hunter est arrêté et jugé, au cours duquel Sanson trahit son capitaine et ment au tribunal. Hunter est condamné à être mis en prison puis pendu. Avec l'aide d'Almont (qui était retenu prisonnier par Hacklett), Hunter sort de prison et tue les hommes qui l'ont condamné, à l'exception du juge, qui pardonne à Hunter. Hacklett reçoit une balle dans l'aine par sa femme (qu'il a fait violer par un associé), et Sanson fait savoir que lui seul sait où se trouve l'autre moitié du trésor. Hunter retourne la propre arbalète de l'homme contre lui, tuant Sanson, et jette son corps par-dessus bord, laissant les requins manger son corps, et n'est jamais en mesure de trouver le trésor de Sanson.

## Une œuvre posthume
Un article du magazine American Film, datant de mars 1979 déclare que Michael Crichton est à l’œuvre sur un projet « à propos des pirates des caraïbes du XVIIIe siècle ». Dans son autobiographie Travels publiée en 1988, l'auteur parle de son envie d'écrire un roman « se situant dans la Jamaïque des années 1700 ». Crichton mentionne déjà l'île de Matanceros dans son livre Le Monde perdu en 1995.
Le manuscrit de Pirate Latitudes est trouvé par un assistant de l'auteur à sa mort en 2008. L’œuvre reste incomplète (Crichton travaillait alors en même temps sur son roman Next) mais l'éditeur Harper Collins décide néanmoins de le publier à titre posthume.

## Adaptation
Steven Spielberg a déclaré vouloir adapter ce roman au cinéma avec l'aide du scénariste David Koepp. Le réalisateur a déjà collaboré avec Michael Crichton sur Jurassic Park et Le Monde perdu.